# Canteloup (Manche)
Canteloup és un municipi francès situat al departament de la Manche i a la regió de Normandia. L'any 2007 tenia 173 habitants.

## Demografia

### Població
El 2007 la població de fet de Canteloup era de 173 persones. Hi havia 72 famílies de les quals 16 eren unipersonals (4 homes vivint sols i 12 dones vivint soles), 32 parelles sense fills, 16 parelles amb fills i 8 famílies monoparentals amb fills.
La població ha evolucionat segons el següent gràfic:
Habitants censats

### Habitatges
El 2007 hi havia 88 habitatges, 72 eren l'habitatge principal de la família, 7 eren segones residències i 9 estaven desocupats. 84 eren cases i 1 era un apartament. Dels 72 habitatges principals, 63 estaven ocupats pels seus propietaris i 9 estaven llogats i ocupats pels llogaters; 3 tenien dues cambres, 10 en tenien tres, 23 en tenien quatre i 36 en tenien cinc o més. 43 habitatges disposaven pel capbaix d'una plaça de pàrquing. A 26 habitatges hi havia un automòbil i a 38 n'hi havia dos o més.

### Piràmide de població
La piràmide de població per edats i sexe el 2009 era:
| Homes | Edats   | Dones |
| ----- | ------- | ----- |
| 0     | 95 o +  | 0     |
| 0     | 90 a 94 | 0     |
| 4     | 85 a 89 | 0     |
| 0     | 80 a 84 | 0     |
| 4     | 75 a 79 | 8     |
| 0     | 70 a 74 | 4     |
| 4     | 65 a 69 | 4     |
| 8     | 60 a 64 | 0     |
| 0     | 55 a 59 | 4     |
| 20    | 50 a 54 | 20    |
| 4     | 45 a 49 | 8     |
| 0     | 40 a 44 | 8     |
| 4     | 35 a 39 | 0     |
| 4     | 30 a 34 | 0     |
| 12    | 25 a 29 | 0     |
| 12    | 20 a 24 | 12    |
| 4     | 15 a 19 | 0     |
| 4     | 10 a 14 | 8     |
| 8     | 5 a 9   | 4     |
| 0     | 0 a 4   | 0     |

## Economia
El 2007 la població en edat de treballar era de 125 persones, 73 eren actives i 52 eren inactives. De les 73 persones actives 67 estaven ocupades (40 homes i 27 dones) i 6 estaven aturades (1 home i 5 dones). De les 52 persones inactives 22 estaven jubilades, 13 estaven estudiant i 17 estaven classificades com a «altres inactius».

### Ingressos
El 2009 a Canteloup hi havia 76 unitats fiscals que integraven 201 persones, la mediana anual d'ingressos fiscals per persona era de 15.656 €.

### Activitats econòmiques
L'únic establiment que hi havia el 2007 era d'una empresa de transport.
L'any 2000 a Canteloup hi havia 15 explotacions agrícoles que ocupaven un total de 245 hectàrees.

## Poblacions més properes
El següent diagrama mostra les poblacions més properes.